# بيت شو
بيت شو (بالإنجليزية: Pete Shaw)‏ هو لاعب كرة قدم أمريكية أمريكي، ولد في 25 أغسطس 1954 في نيوآرك في الولايات المتحدة.

## وصلات خارجية
- بيت شو على موقع مرجع كرة القدم المحترفة.كوم (الإنجليزية)